# The Mating Season
The Mating Season is een Amerikaanse komediefilm uit 1951 onder regie van Mitchell Leisen. De film is gebaseerd op het toneelstuk Maggie van Caesar Dunn en werd destijds in Nederland uitgebracht onder de titel Als je pas getrouwd bent.

## Verhaal
Ellen McNulty geeft haar hamburgertent in New Jersey op en vertrekt naar haar zoon Val in Ohio. Val blijkt onlangs te zijn getrouwd met de welvarende socialite Maggie Carleton. Maggie geeft een formeel diner en heeft een kokkin ingehuurd om haar te helpen bij de voorbereidingen. Als Ellen voor haar deur staat, verwart Maggie haar met de kokkin; Ellen wil een ongemakkelijk moment voorhoeden en verbetert haar niet. Niet veel later trekt ze bij het pasgetrouwd stel in. Zodra ze hem verzekert dat een schoonmoeder in huis slechts voor frictie zal zorgen, gaat Val met tegenzin mee met haar farce. Niet veel later krijgt Maggie bezoek van haar moeder Fran, een ware snob die neerkijkt op Val en Ellen.
Ellen krijgt een cateringklus bij Kalinger, de directeur van het bedrijf waarvoor Val werkt. Tijdens haar dienst komt Ellen tot de ontdekking dat diens zoon Kalinger jr. met de eer van Vals research strijkt. Ze confronteert Kalinger sr. met het incident, die onmiddellijk een opheldering eist. Noodgedwongen maken Maggie en Val een verschijning op het formele feest, waar Val in eer wordt hersteld. Maggie krijgt ruzie met eregast mevrouw Williamson en als ze haar later opbelt om haar excuses aan te bieden, leidt dit tot een tweede onenigheid. 
De volgende ochtend staan vrienden van Ellen op de stoep die met 'mevrouw McNulty' willen spreken. Maggie is razend dat Val de identiteit van zijn moeder verborgen heeft gehouden en pakt haar koffers in. Samen met haar moeder vertrekt ze onmiddellijk. Val probeert het incident uit te leggen, maar Maggie luistert niet, noemt hem een snob en kondigt aan naar Mexico te reizen om een eenvoudige scheiding aan te vragen. Kalinger wil hun huwelijk redden en brengt het koppel zonder dat ze het weten weer in samen in dezelfde ruimte. Als alle misverstanden uit de weg zijn, leggen ze hun ruzie bij; Kalinger trouwt met Ellen.

## Rolverdeling

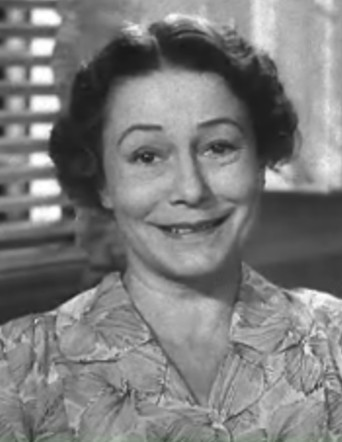
Thelma Ritter als Ellen McNulty

| Acteur           | Personage               |
| ---------------- | ----------------------- |
| Gene Tierney     | Maggie Carleton McNulty |
| John Lund        | Val McNulty             |
| Miriam Hopkins   | Fran Carleton           |
| Thelma Ritter    | Ellen McNulty           |
| Jan Sterling     | Betsy                   |
| Larry Keating    | Kalinger sr.            |
| James Lorimer    | George C. Kalinger jr.  |
| Gladys Hurlbut   | Mevrouw Conger          |
| Cora Witherspoon | Mevrouw Williamson      |
| Malcolm Keen     | Meneer Williamson       |
| Ellen Corby      | Annie                   |
| Billie Bird      | Mugsy                   |

## Achtergrond
Gene Tierney werd door Paramount Pictures geleend van 20th Century Fox. Regisseur Mitchell Leisen sprak positief over zijn samenwerking met Tierney, John Lund en Thelma Ritter, maar had geen goed woord voor Miriam Hopkins over. Hopkins zou niet hebben begrepen dat ze niet de ster van de film was en eiste grote scriptaanpassingen; Leisen ging mee met haar wensen, maar gebruikte het materiaal niet.
Critici waren het er over eens dat Thelma Ritter de show stal; het resultaat was een tweede Oscarnominatie voor beste vrouwelijke bijrol. De film werd een succes; Charles Brackett tekende als gevolg van deze film een contract bij Darryl F. Zanuck.